# 엠블럼3
엠블럼3(Emblem3)은 미국의 팝 록 밴드이다. 웨슬리 스트롬버그와 키턴 스트롬버그로 이루어져 있다. 2012년 《더 엑스 팩터》 두번째 시즌에 참가한 후, 2013년 사이먼 코웰의 음반사 사이코 레코드와 컬럼비아 레코드와 계약했다. 2013년 4월 15일 데뷔 싱글 "Chloe (You're the One I Want)"를 발매하였다. 데뷔 음반인 Nothing to Lose는 같은 해 7월 30일 발매되었다.